# Алексеевский район (Самарская область)
Алексе́евский райо́н — административно-территориальная единица (район) и муниципальное образование (муниципальный район) на юго-востоке Самарской области России.
Административный центр — село Алексеевка.

## География
Алексеевский район расположен на юго-востоке Самарской области в 130 километрах от областного центра, в 70 километрах от железной дороги и станции Богатое. В настоящее время территория района составляет 1890 км².

## История
Район образован в 1928 году.
В 1910 году на территории нынешнего района насчитывалось 16 сел, 11 деревень и 22 хутора. Дворов было 6411, в которых проживало 46,5 тыс. человек, из них 23 тыс. мужчин и 23,5 тыс. женщин. На данной территории имелось 17 действующих церквей, 30 церковно-приходских и земских школ, 2 больницы.
Появление на карте Алексеевского района было утверждено Постановлением ВЦИК от 16 июля 1928 года. До этого его населённые пункты входили в состав Бузулукского уезда. Впервые в районе появились: трактор — в 1924 году, телефон — в 1928 году, радио и кино (передвижка) — в 1929 году, комбайн — в 1933 году, электричество — в 1937 году, телевизор — в 1959 г.

## Население
| 2002    | 2008    | 2010    | 2011    | 2012    | 2013    | 2014    | 2015    | 2016    |
| ------- | ------- | ------- | ------- | ------- | ------- | ------- | ------- | ------- |
| 13 114  | ↘12 227 | ↗12 274 | ↘12 202 | ↘11 988 | ↘11 783 | ↘11 676 | ↘11 623 | ↘11 608 |
| 2017    | 2018    | 2019    | 2020    | 2021    |         |         |         |         |
| ↗11 728 | ↗11 799 | ↘11 626 | ↘11 457 | ↘10 851 |         |         |         |         |

## Муниципально-территориальное устройство
В муниципальный район Алексеевский входят 5 муниципальных образований со статусом сельского поселения:
| № | Муниципальное образование      | Административный центр | Количество населённых пунктов | Население | Площадь, км² |
| - | ------------------------------ | ---------------------- | ----------------------------- | --------- | ------------ |
| 1 | сельское поселение Авангард    | посёлок Авангард       | 6                             | ↗1888     | 368,02       |
| 2 | сельское поселение Алексеевка  | село Алексеевка        | 7                             | ↘5467     | 552,67       |
| 3 | сельское поселение Гавриловка  | село Гавриловка        | 5                             | ↘1165     | 374,25       |
| 4 | сельское поселение Герасимовка | село Герасимовка       | 3                             | ↘689      | 201,65       |
| 5 | сельское поселение Летниково   | село Летниково         | 7                             | ↘1642     | 394,28       |

### Населённые пункты
В Алексеевском районе 28 населённых пунктов.
| №  | Населённый пункт    | Тип     | Население | Муниципальное образование      |
| -- | ------------------- | ------- | --------- | ------------------------------ |
| 1  | Авангард            | посёлок | ↘837      | сельское поселение Авангард    |
| 2  | Алексеевка          | село    | ↘4379     | сельское поселение Алексеевка  |
| 3  | Антоновка           | село    | ↘345      | сельское поселение Авангард    |
| 4  | Гавриловка          | село    | ↘407      | сельское поселение Гавриловка  |
| 5  | Гавриловский        | посёлок | ↘108      | сельское поселение Гавриловка  |
| 6  | Герасимовка         | село    | ↗315      | сельское поселение Герасимовка |
| 7  | Горяйновка          | село    | ↗23       | сельское поселение Летниково   |
| 8  | Дальний             | посёлок | ↘301      | сельское поселение Герасимовка |
| 9  | Ильичевский         | посёлок | ↗398      | сельское поселение Алексеевка  |
| 10 | Калашиновка         | село    | ↘212      | сельское поселение Летниково   |
| 11 | Корнеевка           | село    | ↗235      | сельское поселение Герасимовка |
| 12 | Ленинградский       | посёлок | ↘168      | сельское поселение Алексеевка  |
| 13 | Летниково           | село    | ↘438      | сельское поселение Летниково   |
| 14 | Льва Толстого       | посёлок | ↘30       | сельское поселение Гавриловка  |
| 15 | Несмеяновка         | село    | ↗337      | сельское поселение Алексеевка  |
| 16 | Новотроевка         | село    | ↘174      | сельское поселение Алексеевка  |
| 17 | Ореховка            | село    | ↘476      | сельское поселение Летниково   |
| 18 | Осиповка            | село    | ↘153      | сельское поселение Авангард    |
| 19 | Павловка            | село    | ↗118      | сельское поселение Авангард    |
| 20 | Патровка            | село    | ↗616      | сельское поселение Гавриловка  |
| 21 | Первокоммунарский   | посёлок | ↘327      | сельское поселение Авангард    |
| 22 | Пушкарка            | село    | ↘30       | сельское поселение Летниково   |
| 23 | Самовольно-Ивановка | село    | ↘548      | сельское поселение Летниково   |
| 24 | Седыши              | посёлок | ↘131      | сельское поселение Авангард    |
| 25 | Славинка            | село    | ↘256      | сельское поселение Летниково   |
| 26 | Субботинский        | посёлок | ↗234      | сельское поселение Алексеевка  |
| 27 | Сухая Ветлянка      | посёлок | ↘50       | сельское поселение Алексеевка  |
| 28 | Шариповка           | посёлок | ↘292      | сельское поселение Гавриловка  |

В 2001 г. упразднены село Новониколаевка и деревня Грековка.

## Культура
Жители Алексеевского района гордятся тем, что во второй половине XIX века в их родных местах неоднократно бывал великий русский писатель Л. Н. Толстой. Он приезжал по совету врачей лечиться кумысом, который искусно делали башкиры на Каралыке. Впервые Лев Николаевич приехал сюда в мае 1862 года. В 1872 году писатель купил здесь имение (2500 десятин за 20 000 рублей), которое называл "Самарский хутор". В течение 20 лет он побывал здесь 10 раз.
Третий год подряд проводятся в районе «Степные скачки» — конно-спортивный праздник посвященный памяти Л. Н. Толстого.

## Здравоохранение
На данный момент Алексеевский район обслуживает Алексеевская центральная районная больница им. В. И. Глотова.

## Достопримечательности
Усадьба Л. Н. Толстого, где он проживал летом 1875 года.